# 利奥波德勋章 (比利时)

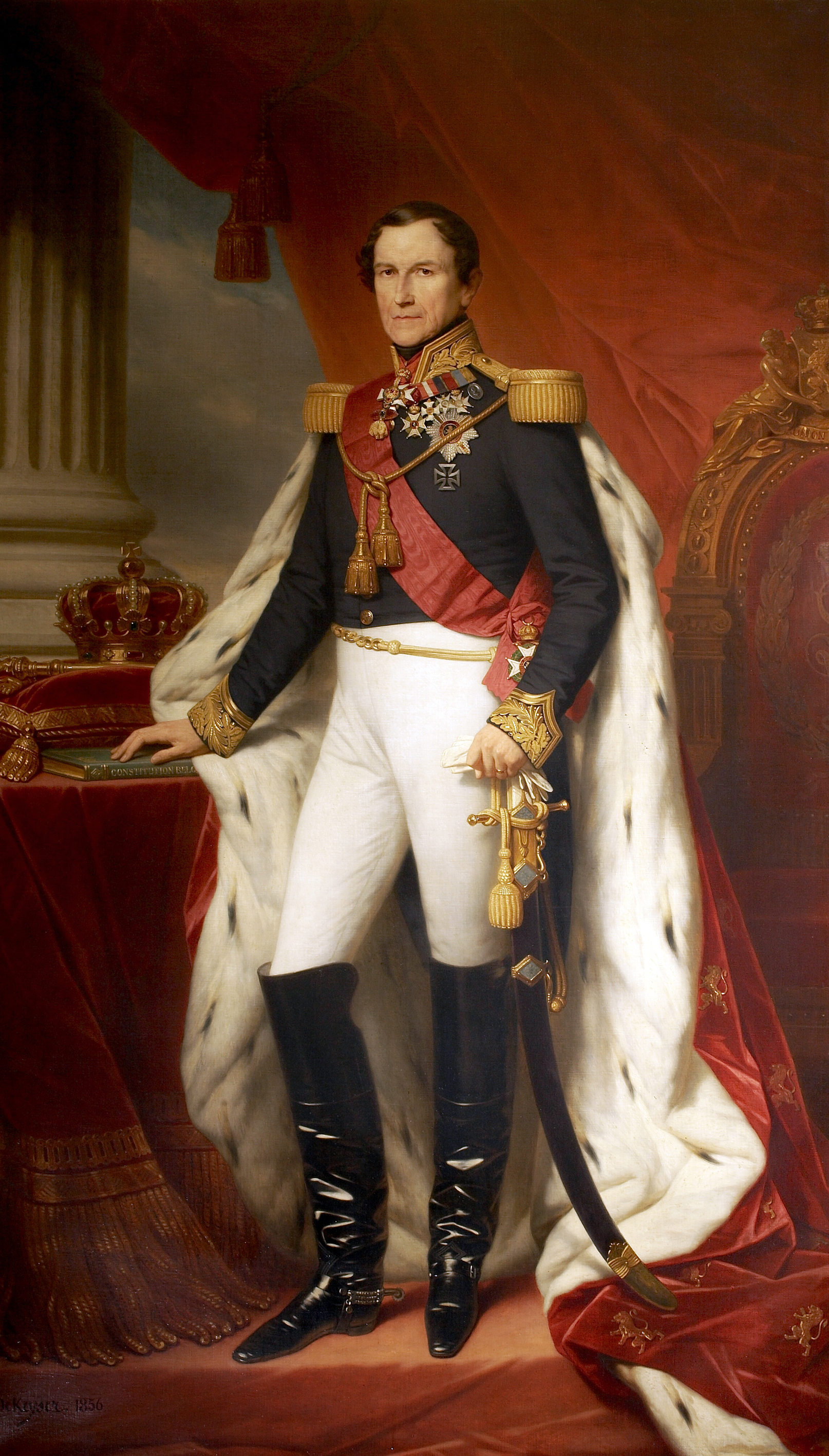
利奥波德一世，比利时第一任国王，勋章的创立者

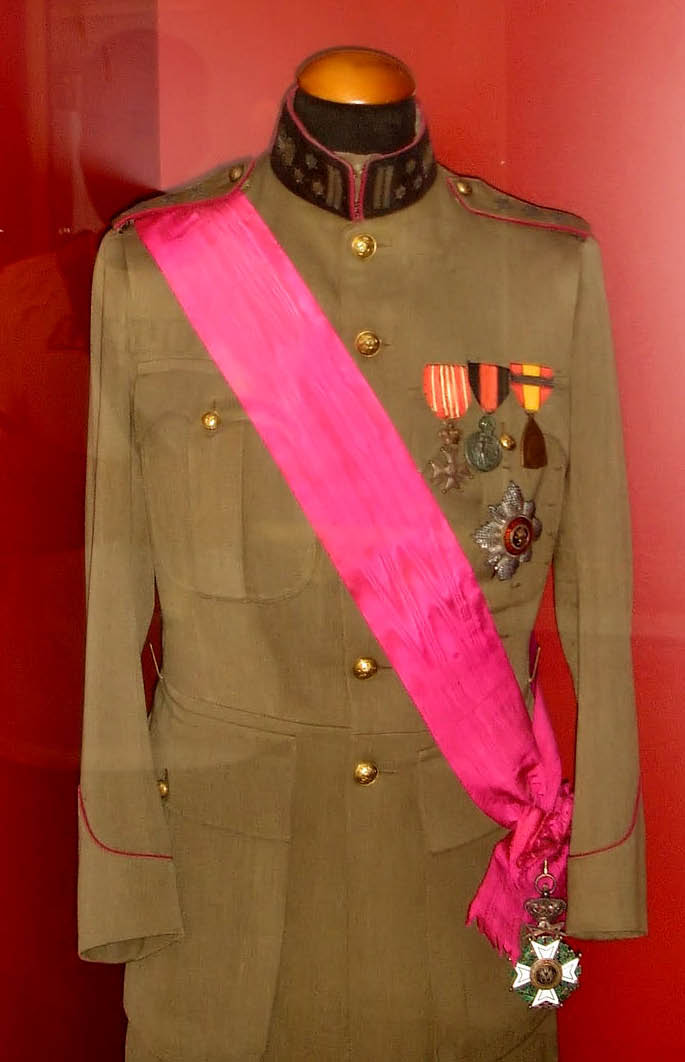
比利时皇家收藏，阿尔贝一世的制服

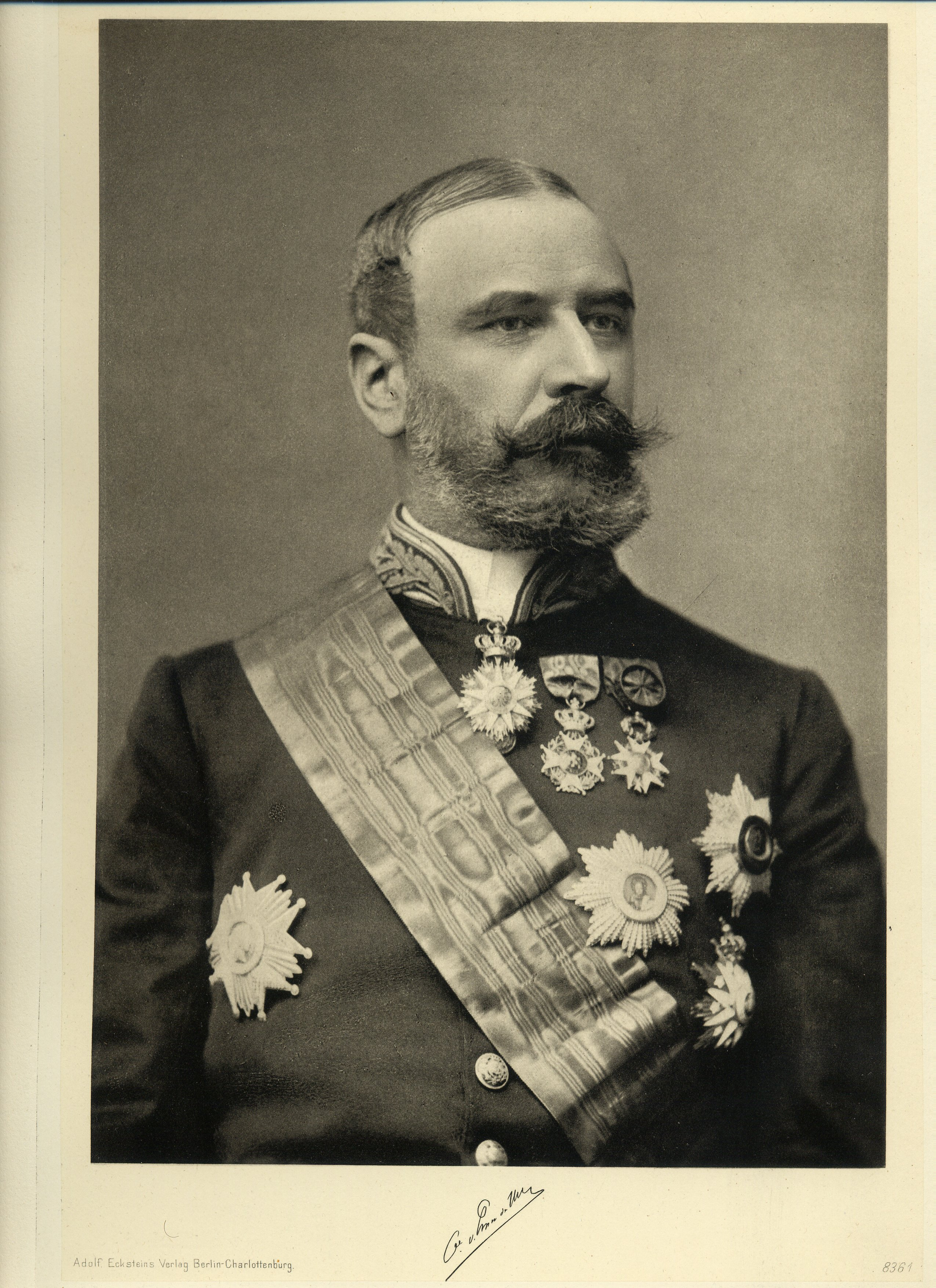
保罗·德斯梅特·德纳耶尔，大绶

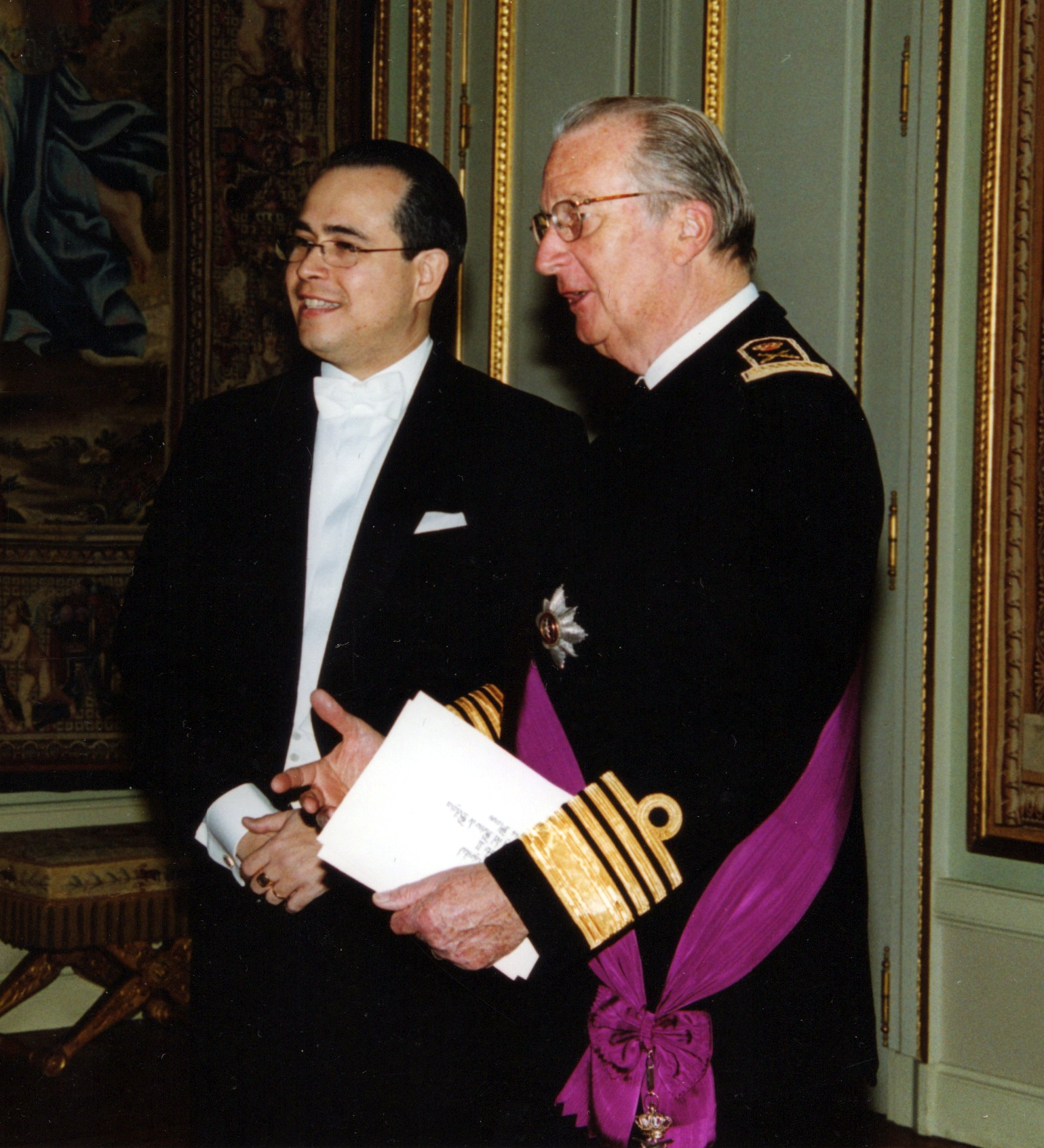
国王阿尔贝二世于2005年

利奥波德勋章（荷蘭語：Leopoldsorde）是目前比利时三个皇家荣誉勋章之一。它是比利时最古老和最高的勋章，以其创始人的名字命名。它分为军事、海事和民事三类。海事只授予商船与海军人员，军事勋章授予军事人员。该勋章创立于1832年7月11日，由比利时皇家授予。

## 历史
当比利时脱离荷兰独立后，就迫切需要建立一个国家荣誉体系来作为外交礼节。国民代表大会把这种特权赋予了君主，这种军事荣誉制度被写入第七十六条。比利时的第一任国王，比利时的利奥波德一世，以一种超乎想象的方式运用了他的权利：该勋章不仅可以表彰军事上的功绩，只要是为王国服役就可以受勋。独立两年后，年轻的国王正式建立了利奥波德王朝。国王批准了勋章的颜色和等级，并颁布了官方口号“团结让人强大”。1832年，费利克斯·德·梅洛德的设计得到了军民两院的认可。这个制度是从其他欧洲国家借鉴来的。更具体地说，利奥波德勋章的等级是基于法国荣誉传统的5级。1832年6月11日颁布了法令，明确了勋章的颜色。
| Ribbon bars  | Ribbon bars   | Ribbon bars | Ribbon bars | Ribbon bars |
| ------------ | ------------- | ----------- | ----------- | ----------- |
| Grand Cordon | Grand Officer | Commander   | Officer     | Knight      |